# 시간여행자 루크
《시간여행자 루크》(영어: Time Traveler Luke 타임 트래블러 루크[*])는 대한민국의 (주)애니작과 SK브로드밴드, 대원미디어 그리고 말레이시아의 기글가라지(Giggle Garage)가 함께 제작한 애니메이션이다.
2020년 5월 9일부터 2021년 7월 17일까지 KBS 1TV에서 매주 토요일에 방영했으며, 방영 이후 SK Btv에서 무료로 다시보기가 가능하다.

## 방송 일시
| 방송 채널 | 방송일                           | 방송 시간 |
| --------- | -------------------------------- | --------- |
| KBS 1TV   | 2020년 5월 9일 ~ 2021년 7월 17일 | 종료      |

## 시놉시스
세계 각지 여행객들의 모험담과 다양한 역사와 유물이 공존하는 '스타스 호텔'.
호텔의 창립자 폴은 서재 책장 뒤에 숨겨져 있는 비밀의 엘리베이터를 이용해 과거를 여행하며 사라질 위험에 처한 유물들을 지키고 보존하는 시간여행자이다.
어느 날, 폴이 타임슬립 여행 중에 시공간에 갇혀 실종되고 이 비밀스러운 엘리베이터의 존재를 알고 있는 폴의 손자, 루크는 사라져가는 유물들을 지켜내야 하는 운명과 함께 할아버지를 찾아 나서게 된다. 하지만 유물을 훔쳐 자신의 부와 명예를 찾으려는 또 다른 타임슬립 여행자인 인디아나를 만나게 되는데....
유물을 지키려는 자인 ‘루크’와 유물을 훔치려는 자인 ‘인디아나’의 쫓고 쫓기는 대결이 지금 시작된다!

## 등장 인물

### 유물 수비대
- 루크

스타스 호텔의 벨보이이자 폴의 손자 시간여행을 하며 읽어버린 유물을 찾는다
- 진
- 레오

강아지
- 폴

루크의 할아버지
- 고트리프

### 유물 사냥꾼
- 엘런(미스터 X)
- 인디아나
- 쉐도우맨
- 안젤리나
- 제프

### 스타스 호텔
- 앙드레
- 마담 앙트완
- 제시카
- 레이디 팬
- 타지르
- 잭슨

### 시대적 인물들
- 탕(고대 이집트)
- 미아(고대 이탈리아 로마)
- 라우라(페루 잉카제국)
- 뉴턴(영국)
- 메이, 링링(고대 중국)
- 잔 다르크(프랑스)
- 썸보(캄보디아)
- 마리아(러시아 제국)
- 라훌(인도 무굴제국)
- 테오(고대 그리스)

## 목소리 출연
- 김채하: 루크
- 안영미: 진
- 김보민, 윤용식, 김신우, 김민주, 김정아

## 제작진
- 책임프로듀서: 이경묵 (1 ~ 24화) 김자현 (25 ~ 37화) 박성주 (38 ~ 최종화(52))
- 프로듀서: 목훈
- 기획: 이병준
- 제작: 이병준, 주하이다 조민[주 1], 지노 가빙[주 2]
- 감독: 이정우
- 총괄프로듀서: 김기태, 켈리링[주 3]
- 프로듀서: 주위타 누렌다[주 4]
- 코디네이터: 최유정, 김경은, 창진이[주 5], 노르나디아 아마드[주 6], 디온 촤 로크 얀[주 7], 아크말 빈 로시니[주 8]
- 조연출: 차한결, 김순곤[주 9]
- 제작관리: 최진, 김미성, 강유영
- 시나리오: 허성훈, 소민선, 홍혜영
- 시나리오 번역: 김순곤
- 아트 디렉터: 이태우
- 디자인: 윤향란, 이서영, 최승우, 이승관, 스튜디오 가계
- 스토리보드: 조성현, 최지원, 퍼니스퀘어, 스케치아일랜드
- 어셋 슈퍼바이저: 공윤호
- 리깅: 조승현, 박병섭, 김준영, 윤소영
- 모델링: 한유림, 홍은기, 신혜미, 신중헌, 장정욱, 김동희, 임수빈, 김지수, 이지한
- 애니메이션 감독: 치아 유 청[주 10]
- 레이아웃 슈퍼바이저: 빈센티우스 위디[주 11], 수르야 쿠스야디[주 12]
- 레이아웃: 케지아 리탄트라[주 13]
- 애니메이션 슈퍼바이저: 전지희, 영지캉[주 14]
- 애니메이션: 임선형 / 김영은 / 박정선 / 문서윤 / 조정훈 / 이태신, 리잘 자마루딘[주 15], 아구스 트리 파뭉카스[주 16], 링 멩이[주 17]
- 포스트 프로덕션 슈퍼바이저: 정슬기 / 콩총큐[주 18]
- 라이팅 슈퍼바이저: 친 춘분[주 19]
- 라이팅·합성: 신보희 / 김은경 / 김은비 / 정향, 메가와티[주 20], 위스누 이라완[주 21]
- VFX: 김태경
- 편집: 김순곤
- 음악: 스튜디오 도마
- 음악 감독: 양승혁
- 작곡·편곡: 양승혁, 배태랑, 이인정
- 노래: 윤지영
- 프로덕션 매니저: 김소이
- 사운드 디자인: 최윤영, 최진영
- 믹스: 양승혁, 최윤영
- 녹음 디렉터: 이정우, 김순곤, 고정열
- ADR 편집: 이유빈, 심지혜
- 폴리: 안기성, 송영호
- 녹음: 최진영, 김소이
- 녹음 스튜디오: 스튜디오 도마
- 사업 총괄: 한경진 / 조원제
- 국내 마케팅: 박계리 / 이지영 / 안병하
- 해외 마케팅: 한경진 / 조미연 / 조나영
- 상품 디자인: 송화주 / 강희진 / 배꽃님
- 제작 지원: 한국콘텐츠진흥원
- 제작 투자: KTB네트워크, 대교 인베스트먼트, 시너지 미디어
- 공동 제작: SK broadband, 대원미디어, 기글가라지
- 홈페이지: 정유현(KBS 미디어)
- 컴퓨터그래픽: 황은서
- 종합편집: 조경익
- 연출: 목훈
- 기획: KBS
- 제작: 애니작

## 방영 목록
| 분류   | 화수       | 제목                          | 역사 배경 | 방영 일자        | 등장 지역 및 유물                                                                   |
| ------ | ---------- | ----------------------------- | --------- | ---------------- | ----------------------------------------------------------------------------------- |
| 제1장  | 1화        | 시간을 넘나드는 소년          | B.C 1320  | 2020년 5월 9일   | 고대 이집트 투탕카멘의 가면, 람세스 2세의 검                                        |
| 제1장  | 2화        | 이집트의 용맹한 전사          | B.C 1320  | 2020년 5월 16일  | 고대 이집트 투탕카멘의 가면, 람세스 2세의 검                                        |
| 제1장  | 3화        | 깨진 거울속의 예언            | B.C 1320  | 2020년 5월 23일  | 고대 이집트 투탕카멘의 가면, 람세스 2세의 검                                        |
| 제1장  | 4화        | 아부 심벨 신전의 퍼즐         | B.C 1320  | 2020년 5월 30일  | 고대 이집트 투탕카멘의 가면, 람세스 2세의 검                                        |
| 제1장  | 5화        | 유물수비대의 탄생             | B.C 1320  | 2020년 6월 6일   | 고대 이집트 투탕카멘의 가면, 람세스 2세의 검                                        |
| 제2장  | 6화        | 한밤중의 도둑 소녀            | A.D 79    | 2020년 6월 13일  | 고대 이탈리아 로마 폼페이의 파우니 동상                                             |
| 제2장  | 7화        | 미아와 파우니 동상            | A.D 79    | 2020년 6월 20일  | 고대 이탈리아 로마 폼페이의 파우니 동상                                             |
| 제2장  | 8화        | 폼페이 최후의 날              | A.D 79    | 2020년 6월 27일  | 고대 이탈리아 로마 폼페이의 파우니 동상                                             |
| 제2장  | 9화        | 시간여행자의 철칙             | A.D 79    | 2020년 7월 4일   | 고대 이탈리아 로마 폼페이의 파우니 동상                                             |
| 제2장  | 10화       | 안녕 미아                     | A.D 79    | 2020년 7월 11일  | 고대 이탈리아 로마 폼페이의 파우니 동상                                             |
| 제3장  | 11화       | 마녀의 저주                   | A.D 1492  | 2020년 7월 18일  | 페루 잉카 제국 마추 픽추 생명의 성수, 투미                                          |
| 제3장  | 12화       | 신탁받은 마녀                 | A.D 1492  | 2020년 7월 25일  | 페루 잉카 제국 마추 픽추 생명의 성수, 투미                                          |
| 제3장  | 13화       | 숨겨진 공중 도시              | A.D 1492  | 2020년 8월 1일   | 페루 잉카 제국 마추 픽추 생명의 성수, 투미                                          |
| 제3장  | 14화       | 또 하나의 유물                | A.D 1492  | 2020년 8월 22일  | 페루 잉카 제국 마추 픽추 생명의 성수, 투미                                          |
| 제3장  | 15화       | 구름 위의 대결전              | A.D 1492  | 2020년 8월 29일  | 페루 잉카 제국 마추 픽추 생명의 성수, 투미                                          |
| 제4장  | 16화       | 헬로 뉴턴                     | A.D 1675  | 2020년 9월 5일   | 영국 런던 뉴턴식 망원경, 현자의 돌                                                  |
| 제4장  | 17화       | 현자의 돌을 쫓아서            | A.D 1675  | 2020년 9월 12일  | 영국 런던 뉴턴식 망원경, 현자의 돌                                                  |
| 제4장  | 18화       | 해저에서 건져 올린 비밀       | A.D 1675  | 2020년 9월 19일  | 영국 런던 뉴턴식 망원경, 현자의 돌                                                  |
| 제4장  | 19화       | 체크메이트                    | A.D 1675  | 2020년 9월 26일  | 영국 런던 뉴턴식 망원경, 현자의 돌                                                  |
| 제4장  | 20화       | 뉴턴의 시간여행               | A.D 1675  | 2020년 10월 3일  | 영국 런던 뉴턴식 망원경, 현자의 돌                                                  |
| 제5장  | 21화       | 소녀 검객 링링                | B.C 207   | 2020년 10월 17일 | 중국 춘추 전국시대, 진나라 월왕구천검, 전국옥새                                     |
| 제5장  | 22화       | 모란꽃을 따라서               | B.C 207   | 2020년 10월 24일 | 중국 춘추 전국시대, 진나라 월왕구천검, 전국옥새                                     |
| 제5장  | 23화       | 월왕구천검의 비밀             | B.C 207   | 2020년 10월 31일 | 중국 춘추 전국시대, 진나라 월왕구천검, 전국옥새                                     |
| 제5장  | 24화       | 전설 속 황제의 무덤           | B.C 207   | 2020년 11월 7일  | 중국 춘추 전국시대, 진나라 월왕구천검, 전국옥새                                     |
| 제5장  | 25화       | 분노의 전국옥새               | B.C 207   | 2020년 11월 14일 | 중국 춘추 전국시대, 진나라 월왕구천검, 전국옥새                                     |
| 제6장  | 26화       | 기사를 꿈꾸는 소녀            | A.D 1424  | 2020년 12월 26일 | 프랑스 파리 북부지대 피핀의 성물함, 프랑스 왕실의 보주                              |
| 제6장  | 27화       | 대성당의 비밀                 | A.D 1424  | 2021년 1월 2일   | 프랑스 파리 북부지대 피핀의 성물함, 프랑스 왕실의 보주                              |
| 제6장  | 28화       | 말괄량이 여기사의 탄생        | A.D 1424  | 2021년 1월 9일   | 프랑스 파리 북부지대 피핀의 성물함, 프랑스 왕실의 보주                              |
| 제6장  | 29화       | 유물사냥꾼 인디아나           | A.D 1424  | 2021년 1월 16일  | 프랑스 파리 북부지대 피핀의 성물함, 프랑스 왕실의 보주                              |
| 제6장  | 30화       | 천사의 수도원 몽생미셸        | A.D 1424  | 2021년 1월 23일  | 프랑스 파리 북부지대 피핀의 성물함, 프랑스 왕실의 보주                              |
| 제7장  | 31화       | 부메랑을 든 유물사냥꾼        | A.D 1619  | 2021년 1월 30일  | 캄보디아 앙코르 와트 생명의 씨앗                                                    |
| 제7장  | 32화       | 진을 찾아서                   | A.D 1619  | 2021년 2월 6일   | 캄보디아 앙코르 와트 생명의 씨앗                                                    |
| 제7장  | 33화       | 캄보디아 사원에 드리운 그림자 | A.D 1619  | 2021년 2월 20일  | 캄보디아 앙코르 와트 생명의 씨앗                                                    |
| 제7장  | 34화       | 유물사냥꾼 VS 유물수비대      | A.D 1619  | 2021년 2월 27일  | 캄보디아 앙코르 와트 생명의 씨앗                                                    |
| 제7장  | 35화       | 생명의 씨앗                   | A.D 1619  | 2021년 3월 6일   | 캄보디아 앙코르 와트 생명의 씨앗                                                    |
| 제8장  | 36화       | 사라진 다이아몬드 홀          | A.D 1790  | 2021년 3월 13일  | 러시아 제국 차르의 왕관, 오를로프 다이아몬드 홀, 러시아 제국의 열쇠, 황금 공작 시계 |
| 제8장  | 37화       | 미스터X 용의자                | A.D 1790  | 2021년 3월 27일  | 러시아 제국 차르의 왕관, 오를로프 다이아몬드 홀, 러시아 제국의 열쇠, 황금 공작 시계 |
| 제8장  | 38화       | 미스터X의 함정                | A.D 1790  | 2021년 4월 3일   | 러시아 제국 차르의 왕관, 오를로프 다이아몬드 홀, 러시아 제국의 열쇠, 황금 공작 시계 |
| 제8장  | 39화       | 미스터X의 등장                | A.D 1790  | 2021년 4월 10일  | 러시아 제국 차르의 왕관, 오를로프 다이아몬드 홀, 러시아 제국의 열쇠, 황금 공작 시계 |
| 제8장  | 40화       | 사랑의 황금 공작 시계         | A.D 1790  | 2021년 4월 17일  | 러시아 제국 차르의 왕관, 오를로프 다이아몬드 홀, 러시아 제국의 열쇠, 황금 공작 시계 |
| 제9장  | 41화       | 유물에 박힌 아스트롤라베 조각 | A.D 1660  | 2021년 4월 24일  | 인도 무굴 제국 악바르 대제의 무구 및 보검                                           |
| 제9장  | 42화       | 악바르 대제의 보검            | A.D 1660  | 2021년 5월 1일   | 인도 무굴 제국 악바르 대제의 무구 및 보검                                           |
| 제9장  | 43화       | 대장장이의 탄생               | A.D 1660  | 2021년 5월 8일   | 인도 무굴 제국 악바르 대제의 무구 및 보검                                           |
| 제9장  | 44화       | 인디아나의 과거               | A.D 1660  | 2021년 5월 15일  | 인도 무굴 제국 악바르 대제의 무구 및 보검                                           |
| 제9장  | 45화       | 협곡 위의 침투작전            | A.D 1660  | 2021년 5월 29일  | 인도 무굴 제국 악바르 대제의 무구 및 보검                                           |
| 제10장 | 46화       | 꼬마 철학자 테오              | B.C 406   | 2021년 6월 5일   | 고대 그리스 아테네                                                                  |
| 제10장 | 47화       | 사라진 친구들                 | B.C 406   | 2021년 6월 12일  | 고대 그리스 아테네                                                                  |
| 제10장 | 48화       | 뉴 에덴                       | B.C 406   | 2021년 6월 19일  | 고대 그리스 아테네                                                                  |
| 제10장 | 49화       | 유물에 실려온 편지            | B.C 406   | 2021년 6월 26일  | 고대 그리스 아테네                                                                  |
| 제10장 | 50화       | 역사수비대의 활약             | B.C 406   | 2021년 7월 3일   | 고대 그리스 아테네                                                                  |
| 제10장 | 51화       | 아크로폴리스 착륙작전         | B.C 406   | 2021년 7월 10일  | 고대 그리스 아테네                                                                  |
| 최종장 | 최종화(52) | 마지막 시간여행               | 현대      | 2021년 7월 17일  | 미국 뉴욕                                                                           |

## 결방 및 편성안내
- 2020년 8월 8일 : KBS 뉴스특보 집중호우의 관계로 인해 결방되었다.
- 2020년 8월 15일 : 코로나19의 관계로 인해 결방되었다.
- 2020년 10월 10일 : 여자프로농구 개막의 관계로 인해 결방되었다.
- 2020년 11월 21일 ~ 12월 19일 : 특별 애니메이션 인:앱의 관계로 인해 결방되었다.
- 2021년 2월 13일 : 설날 연휴의 관계로 인해 결방되었다.
- 2021년 3월 20일 : 2020-2021 프로배구 V-리그 여자부-플레이오프 1차전의 관계로 인해 결방되었다.
- 2021년 5월 22일 : 하나원큐 K리그1 2021 동해안더비 울산현대 : 포항스틸러스 중계방송의 관계로 인해 결방되었다.

## 수상 내역
- 제2회 WAF 2022 대한민국 애니메이션 아티스트 어워드: 감독상(이정우), 성우상(김채하)[9]